# Ewald Hering
Karl Ewald Konstantin Hering (5 de agosto de 1834; 26 de enero de 1918) fue un fisiólogo alemán recordado por sus investigaciones sobre la visión del color y la percepción espacial. Estudió en la universidad de Leipzig y llegó a ser profesor en la de Praga.

## Teoría del color
Hering polemizó con Thomas Young y con Hermann von Helmholtz. La teoría de este último sostenía que el ojo humano percibe todos los colores a partir de tres "colores primarios" (rojo, verde, azul). Hering, en cambio, creía que el sistema visual funciona a partir de un proceso de oposición de colores (teoría que fue modificada por Ewin Land, entre otros). Sostenía la existencia de seis colores primarios agrupados en tres pares: rojo-verde, amarillo-azul, blanco-negro. A esta hipótesis se la llama teoría del proceso oponente.
En 1861 describió la ilusión óptica que lleva su nombre (ilusión de Hering).